# Горбач Василь Якович
Василь Якович Горбач (нар. 20 квітня 1930, село Ряшки, тепер Прилуцького району Чернігівської області — 15 червня 2009, селище Михайло-Коцюбинське Чернігівського району Чернігівської області) — український радянський діяч, голова колгоспу імені Войкова селище Михайло-Коцюбинське Чернігівського району Чернігівської області. Депутат Верховної Ради УРСР 10—11-го скликань.

## Біографія
Народився в селянській родині. У 1949 році закінчив Сокиринський сільськогосподарський технікум.
У 1949—1951 роках — агроном Михайло-Коцюбинського районного сільськогосподарського відділу Чернігівської області.
У 1951—1955 роках — завідувач відділу, 2-й секретар, 1-й секретар Михайло-Коцюбинського районного комітету ЛКСМУ Чернігівської області.
Член КПРС з 1952 року.
З 1955 року — на партійній і господарській роботі. Закінчив Українську сільськогосподарську академію.
У 1958—1972 роках — голова колгоспу «Перше Травня» село Шибиринівка Чернігівського району Чернігівської області
У 1972—1995 роках — голова колгоспу імені Войкова селище Михайло-Коцюбинське Чернігівського району Чернігівської області.
Потім — на пенсії в селищі Михайло-Коцюбинське.

## Нагороди
- орден Леніна
- орден Жовтневої Революції
- орден Трудового Червоного Прапора
- орден «Знак Пошани»
- медаль «За доблесну працю. В ознаменування 100-річчя з дня народження Володимира Ілліча Леніна» (1970)
- медалі